# Новоолександрівка (Покровська міська громада)
Новоолекса́ндрівка (давня назва — Гермінталь, нім. Herminntal) — село в Україні, Покровської міської громади, Покровського району, Донецької області. Населення становить 138 осіб.

## Загальні відомості
Відстань до райцентру становить близько 22 км і проходить автошляхом Т 0515.

## Історія
Вважається, що село було засноване німцями лютеранами в 1889 (колонія Олександрівка). На лівому березі р. Солона, колоністам належало 2680 десятин землі. Однак, ще до її появи на місці сучасної Новоолександрівки був хутір Іванківці.
На схід від німецької колонії Олександрівка, побудованої на місці хутора Іваньковці, у балці Шумилова (водокачка), у працювали 3 старі вертикальні шахти Лопатухіна і Подольського глибиною від 10 до 30 метрів, що експлуатувалися з 1913 року Венгеровським і Шнуренком. Це район нинішнього села Новоолександрівка Покровського району. Згідно із документами радянського періоду, шахти Шнуренка в долині річки Солона розробляли пласт d21 свити С14 (синоніміка Гапєєва). У 1915 році Я.Л.Шнуренко пройшов нові розвідувальні шахти.
7 (20) листопада 1917 року, відповідно до Третього Універсалу Української Центральної Ради, увійшло до складу Української Народної Республіки.  

## Населення
| Кільк. мешк  | Рік  |
| ------------ | ---- |
| 241          | 1904 |
| 170          | 1913 |
| 230          | 1918 |
| 304/262 нім. | 1926 |
| 228          | 1941 |

За даними перепису 2001 року населення села становило 138 осіб, із них 94,2 % зазначили рідною мову українську, 5,07 % — російську та 0,72 % — білоруську мову.

## Відомі люди
- Лупиніс Анатолій Іванович — український політичний та громадський діяч, дисидент, політв'язень, член УНА-УНСО, поет.
- Моргун Федір Трохимович — визначний радянський і український учений–аграрій, економіст, господарник, письменник і публіцист.